# Cachoeira do Calixto
A Cachoeira do Calixto (antigamente chamada Cachoeira dos Carolinos) é uma queda d'água na região do Vale do Pati, no Parque Nacional da Chapada Diamantina (PARNA-CD), território do município de Mucugê, na região central do estado brasileiro da Bahia.
Seu entorno é caracterizado por vegetação típica de campos rupestres e mata em recuperação, sendo uma das atrações turísticas do PARNA-CD pois além do visual com matas e grandes samambaias, a cascata forma um poço (piscina natural) adequado para o banho dos visitantes.
O turismo no lugar oferece algum risco. Em 2017 uma turista mineira se acidentou numa das trilhas, precisando ser resgatada de helicóptero no meio da mata.
Está situada no rio Lapinha (ou rio Calixto), afluente do Rio Pati, no chamado "Pati do Meio" (região central do Vale do Pati), que "é considerada por muitos como a mais bela do vale, com destaque para os boqueirões dos rios Lapinha e Piabas e a imponência e silhuetas dos morros do Gavião e Branco".